# Переходное излучение
Перехо́дное излуче́ние — электромагнитное излучение, наблюдающееся при пересечении заряженной частицей границы раздела двух сред с отличающимися показателями преломления. Эффект был предсказан в 1945 году В. Л. Гинзбургом и И. М. Франком. Экспериментально эффект обнаружен в 1958 году в Ереванском физическом институте. Излучение наблюдается по обе стороны от границы раздела.
Частота переходного излучения вперёд занимает значительно более широкую спектральную область по сравнению с излучением назад и ограничено сверху максимальной частотой, определяемой формулой:
{\displaystyle \omega _{max}=\omega _{0}{\frac {E}{m_{0}c^{2}}}}
где
{\displaystyle \omega _{0}^{2}={\frac {4\pi ne^{2}}{m}}},
n — концентрация электронов среды, m — масса электрона, m0 —  масса излучающей частицы, E — энергия излучающей частицы.
При высоких энергиях излучающей частицы её потери энергии на переходное определяются выражением:
{\displaystyle W\approx {\frac {e^{2}\omega _{0}}{c^{2}}}{\frac {E}{m_{0}c^{2}}}}
При движении быстрых заряженных частиц в определённой области углов может иметь место интерференция между переходным излучением и излучением Черенкова - Вавилова.